# Державний лад США
Сполучені Штати Америки — це найстаріша існуюча федерація у світі, яка складається з 50 штатів. Це президентська республіка й репрезентативна демократія. Керівництво регулюється системою стримувань і противаг, яка визначена конституцією Сполучених Штатів. Остання служить найвищим офіційним документом країни. Автори конституції, розробленої в 1787 році, прагнули, щоб жодна людина, жодна група людей не мала б занадто багато повноважень, тому вони вдалися до ступеневої системи влади. В американській федеральній системі громадяни країни, як правило, підкорюються трьом рівням влади: федеральній, штатній і місцевій. Обов'язки місцевої влади розподілені між округом та муніципальною владою. На національному рівні влада ділиться на три незалежні гілки — судову, законодавчу і виконавчу.

## Законодавча влада
Законодавча влада визначена першою статтею конституцією США, приймає нові і змінює вже існуючі закони. За конституцією, цим займається Конгрес — двопалатний парламент, що складається з Сенату і Палати представників. Члени обох палат безпосередньо обираються жителями штату, який вони представляють. У Палаті представників — 435 чоловік. Кількість представників від кожного штату залежить від кількості населення. Вибори в палату проходять раз на два роки. Сенаторів — 100: по два від кожного штату. Їх обирають на шестирічний термін.
Президент Сполучених Штатів може наглядати за діяльністю законодавчої влади. Він може накладати вето на прийнятий Конгресом законопроєкт, скликати спеціальні сесії і оголосити перерву в роботі Конгресу, тимчасово призначати чиновників на найважливіші посади, коли Конгрес знаходиться у відпустці, Конгрес не може скорочувати заробітну плату президента, поки він чи вона перебуває при владі
Судова влада може наглядати за діяльністю виконавчої влади. Вона може оголошувати закон неконституційним. Конгрес не може скорочувати зарплату судді, поки він чи вона займає посаду. Також голова Верховного суду очолює слухання з імпічменту президента
- Агентства Конгресу

Останнім часом роботи у Конгресі стає дедалі більше, і тому законодавці почали опиратись на поради і допомогу деякого числа допоміжних агентств. Серед них одне з найважливіших — Бюджетне агентство Конгресу. До його складу входить група експертів у галузі економіки та статистики, які допомагають законодавцям, надаючи їм незалежну думку про бюджетні пропозиції президента. Ще одне важливе агентство — Бібліотека Конгресу, що є одночасно дослідним центром і національною бібліотекою США. У ній, зокрема, містяться найцінніші історичні документи, в тому числі і Декларація незалежності і конституція.

## Виконавча влада
Виконавча влада відповідає за виконання законів на всій території країни. Вона представлена в особі президента, віце-президента, кабінету міністрів і незалежних агентств. Глава виконавчої влади — президент — зобов'язаний піклуватися «про точне виконання законів», і «захищати конституцію». У цьому йому допомагає широка мережа федеральних департаментів і агентств — приблизно 4 млн чоловік.
- Президент

Президент — глава держави і виконавчої влади, а також верховний головнокомандувач. В обов'язки президента входить укладання міжнародних угод, підписання і накладення вето на законопроєкти, призначення членів кабінету, Верховного суду, послів, а також питання помилування. Завдяки статусу єдиної супердержави світу, президента США часто називають наймогутнішою людиною на планеті. Незважаючи на всю повноту влади, діяльність президента регулюється системою стримувань і противаг, закріпленої в конституції. І все ж останнім часом важливість міжнародної політики та роль, яку відіграють у ній США, істотно збільшили владу президента.
Законодавча влада може наглядати за діяльністю президента. Вона може відмовитися прийняти законопроєкт, внесений президентом або його радниками, має затверджувати бюджет, оголошення війни і міжнародні угоди, може скасовувати вето президента і зміщати його з посади за допомогою процедури імпічменту, обирає переможця президентських або віце-президентських виборів, якщо жоден з кандидатів не заручився підтримкою більшості членів виборчих колегій. Президент повинен звітувати перед Конгресом про виконану роботу, виступаючи із щорічним зверненням «Про становище країни».
Судова влада також може наглядати за діяльністю президента. Вона може оголошувати його розпорядження неконституційними. Під час процедури імпічменту голова Верховного суду стає президентом Сенату
- Кабінет

Кабінет міністрів традиційно складається з віце-президента і глав 15 міністерств — сільського господарства, торгівлі, оборони, освіти, енергетики, охорони здоров'я, внутрішньої безпеки, міського розвитку, внутрішніх справ, праці, транспорту, фінансів, у справах ветеранів та юстиції, а також державного департаменту. Глави міністерств призначаються президентом і повинні бути затверджені більшістю в Сенаті. До складу кабінету за бажанням президента можуть бути внесені й інші департаменти. Міністри повинні працювати в постійному контакті з профільними комітетами Конгресу, який контролює їх бюджет і приймає закони; вони напряму впливають на роботу виконавчої влади.
- Виконавче управління

Члени Виконавчого управління працюють безпосередньо з президентом. Після чергових виборів зазвичай, якщо до влади приходить інший президент, склад управління та його структура повністю міняються. Установи, що входять в управління, дають поради президентові і стежать за тим, як виконуються президентські розпорядження. Провідна роль віддається Раді національної безпеки (NSC) і Адміністративно-бюджетного управління (OMB). NSC розробляє рекомендації президенту по зовнішній і внутрішній політиці. Його головою є сам президент. Крім нього, до ради входять віце-президент, радник з національної безпеки, міністри оборони та фінансів, а також голова державного департаменту. OMB допомагає президентові у розробці федерального бюджету і планує видаткову його частину.
- Віце-президент

Віце-президент — другий після президента чиновник у структурі виконавчої влади. Він стає головою держави, якщо президент не може продовжувати виконувати свої повноваження. Він є президентом Сенату, і у разі рівності голосів володіє вирішальним голосом. Віце-президент також головує на спільному засіданні Конгресу, коли підраховуються голоси колегії вибірників на президентських виборах. У XX столітті роль цього чиновника помітно зросла: віце-президента стали запрошувати на засідання уряду. У 1949 році Конгрес призначив віце-президента одним з членів Ради національної безпеки.
- Незалежні агентства

У системі виконавчої влади є кілька адміністративних управлінь, діяльність яких виведена з-під формального президентського контролю. Вони є незалежними доповненнями до структури уряду і засновуються Конгресом для надання спеціальних послуг та допомоги владі. Серед них — Центральне розвідувальне управління, поштова служба і Агентство з охорони навколишнього середовища.

## Судова влада
Судова влада дає тлумачення законів, прийнятих Конгресом. Вона складається з Верховного суду і федеральних судів нижчих інстанцій. Трактуючи закони, суд може прийти до висновку, що той чи інший закон, в тому числі і прийнятий окремими штатами, порушують конституцію.
- Верховний суд

Верховний суд США — суд вищої інстанції. Його рішення не підлягають апеляції і можуть бути змінені тільки іншим рішенням Верховного суду чи поправками до конституції. Число членів Верховного суду визначається Конгресом, проте з 1869 року їх число незмінне — дев'ять. Кандидатури вносить президент, після чого їх має затвердити Сенат. Членство у Верховному суді довічно, проте судді можуть піти у відставку, на пенсію або бути зняті з посади. Головний обов'язок Верховного суду — вивчати закони і дії уряду з тим, щоб вони не порушували конституцію.
Президент може наглядати над судовою владою. Наприклад, він призначає суддів та може оголошувати про помилування засуджених злочинців
Законодавча влада також може наглядати за діяльністю судової влади. Вона призначає федеральних суддів, може знімати суддів з посади, може вносити поправки до конституції та змінювати розмір і структуру судів нижчих інстанцій та встановлює бюджети судів.
- Суди нижчих інстанцій

Нарівні з установою Верховного суду третя стаття американської конституції закликає Конгрес створити суди нижчих інстанцій для інтерпретації федеральних законів локально. У відповідь конгрес створив деяку кількість окружних і апеляційних судів, а також спеціальних судів, наприклад, податкового. У США існують 94 окружні суди. У їх юрисдикції — федеральні кримінальні та цивільні справи. В Америці також є 13 апеляційних судів — по одному на 11 географічних регіонів, один — в окрузі Колумбія і один — для розгляду справ із спеціальних судів нижчої інстанції. У ці 13 судів справи надходять з федеральних окружних судів. Проте більшість судових справ у США — в тому числі й кримінальні — розглядаються в судах штату на основі законів штату, які можуть сильно відрізнятися в різних регіонах (наприклад, смертна кара).